# Volkrange
Koordinaten: 49° 21′ N, 6° 5′ O

Wappen Volkrange

Volkrange (deutsch Volkringen, lothringisch: Wolkréngen/Wolkrénge) ist ein Ortsteil von Thionville (Diedenhofen) im Département Moselle in der Region Grand Est (bis 2015 Lothringen).

## Geographie
Die Ortschaft liegt im historischen Lothringen, sechs Kilometer westlich des Ortszentrums von Thionville.

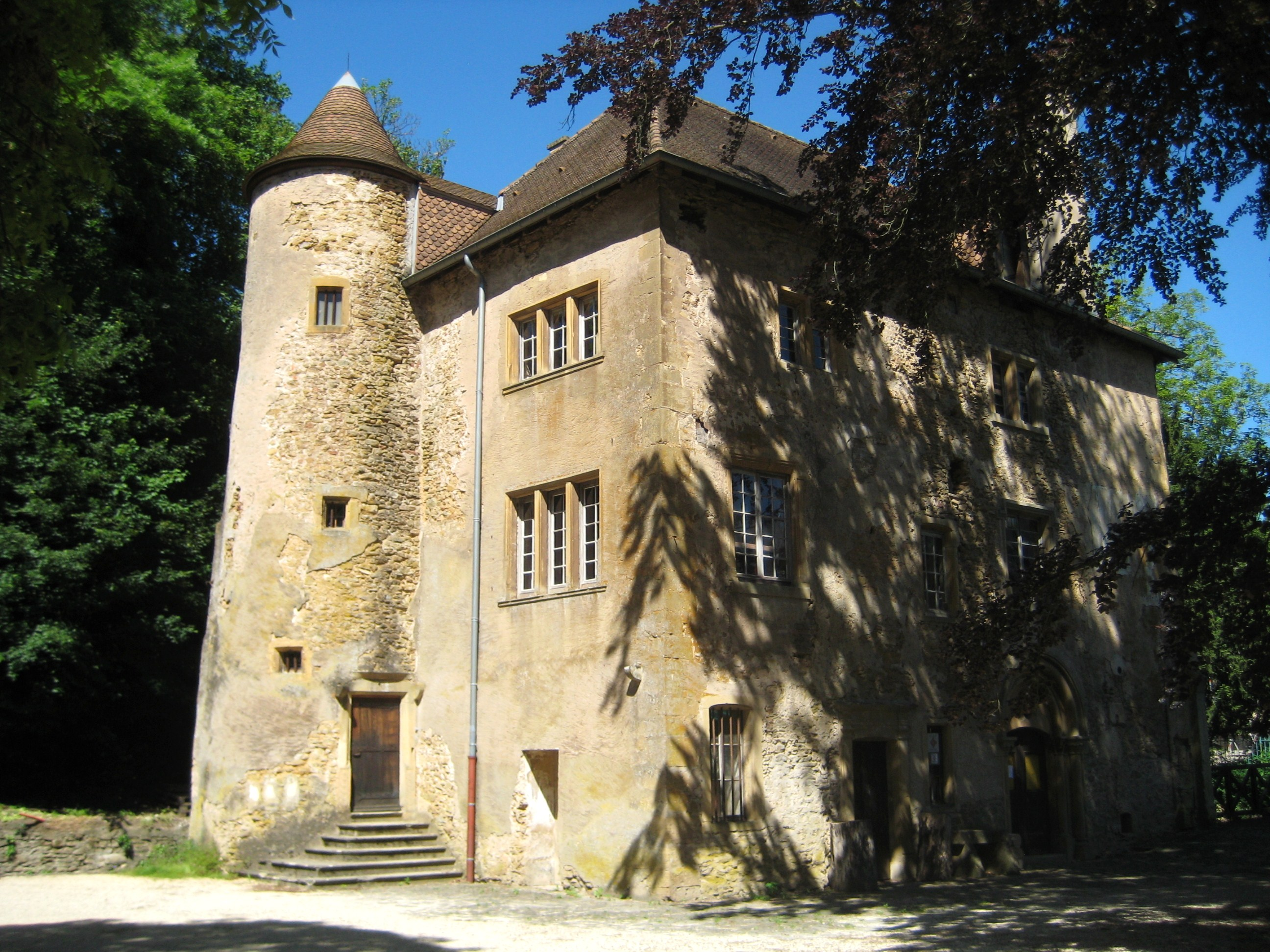
Schloss Volkrange

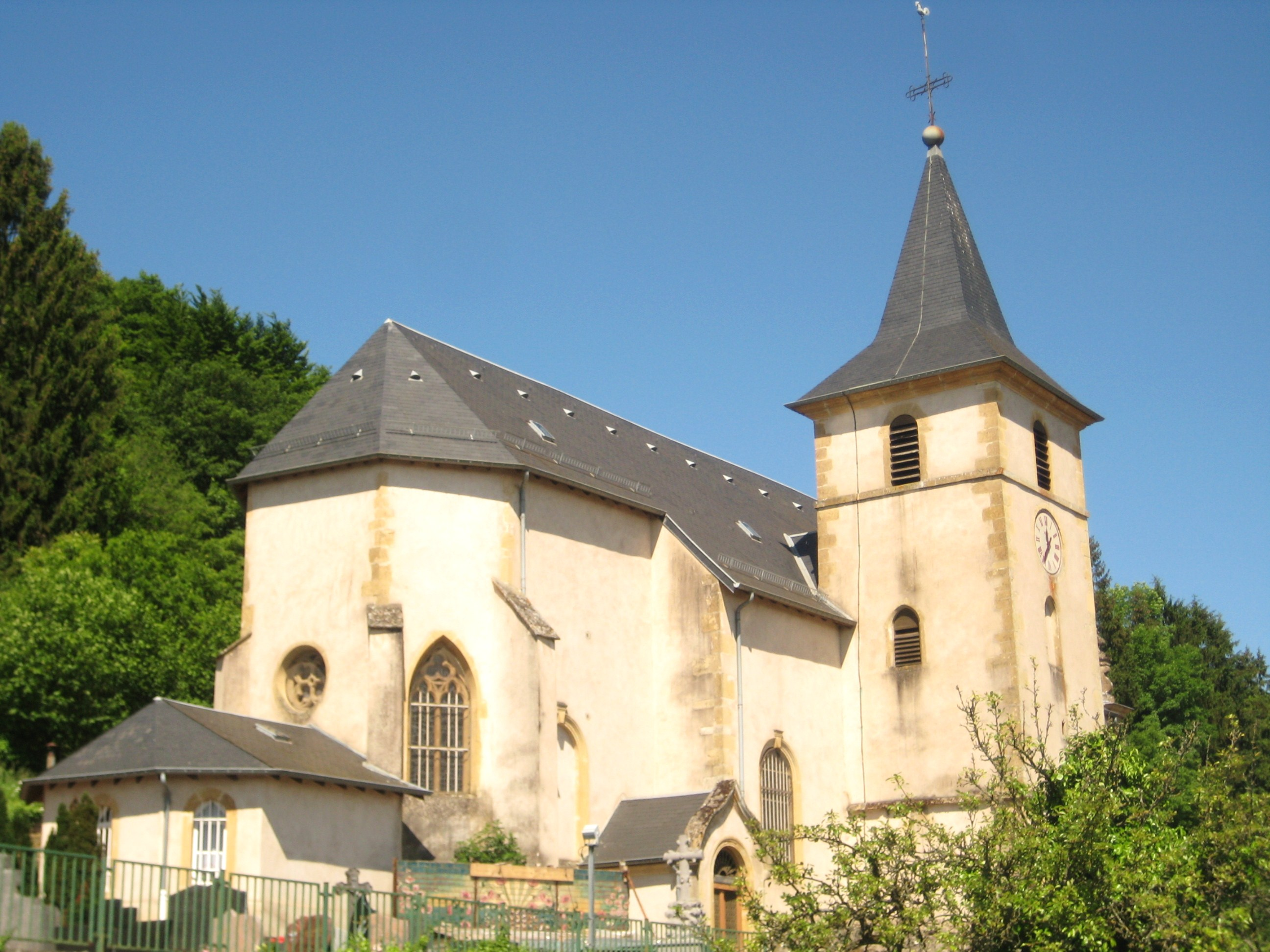
Kirche St. Jean-Baptiste

## Geschichte
Die Ortschaft war ehemals ein Dorf, das dem Bistum Metz  gehörte.
Frühere  Schreibweisen des Ortsnamens lauteten: Wolkrenges (1130); Wolcringen (1184); Wolkeringis (1256); Wolkergen, Wolkerengen (1276); Wolgrainge (1429); Volckeringen (1469); Wolkringen (1471); Wolkringa (1544); Volcringen (1571–1572); Vuolchrang (1681); Volquerange (1756); Volkrange (1793); Wolkrange (19. Jh.); Volkringen (1871–1918).
Volkringen hatte einst ein sehr altes Schloss, das Sitz der Herrschaft Volkrange war und 1208 dem Ritter Arnold I. von Volkrange gehörte. Dessen Sohn, Arnold II., ließ das Schloss neu erbauen und stark befestigen. Die Familie erlosch 1560 mit Wilhelm II. von Volkringen. Mit seinem Tod  gelangte die Herrschaft zur Hälfte an Nassau und zur anderen Hälfte an die Zandt und Schmitburg. Später fanden häufig Besitzerwechsel statt; in den 1870er Jahren war das Schloss Privatbesitz des  ehemaligen Metzer Bürgermeisters Henry Bompard. Das heutige Schloss ist modern.
Durch den Frankfurter Frieden vom 10. Mai 1871 kam die Region an das deutsche Reichsland Elsaß-Lothringen. Das damalige Dorf gehörte zum Kreis Diedenhofen-West im Bezirk Lothringen. Die Dorfbewohner betrieben Getreide-, Wein-, Obst-, Gemüsebau und Viehzucht und verrichteten Arbeiten in den Eisenwerken der benachbarten Ortschaft Hayingen. Nach dem Ersten Weltkrieg musste die Region aufgrund der Bestimmungen des Versailler Vertrags 1919 an Frankreich abgetreten werden und wurde Teil des Département Moselle. Im Zweiten Weltkrieg war die Region von der deutschen Wehrmacht besetzt.
1969 wurde Volkrange nach Thionville eingemeindet.

### Bevölkerungsentwicklung
| Jahr      | 1793 | 1866 | 1946 | 1954 | 1962 | 1968 |
| Einwohner | 280  | 634  | 850  | 857  | 1018 | 1054 |

## Sehenswürdigkeiten
- Schloss (Château de Volkrange)
- Kirche St. Jean-Baptiste, mit Nordturm aus dem 14.–15. Jahrhundert[3]